# Sonia Terrab
Sonia Terrab (en arabe : صونيا التراب), née en 1986, est une romancière et une réalisatrice marocaine. Elle s'est employée notamment à décrire le statut de la femme dans la société marocaine, l'hypocrisie vis-à-vis du corps et de la sexualité, ainsi que la jeunesse.

## Biographie
Née en 1986 à Meknès au Maroc, elle effectue des études dans son pays natal et en France, et est diplômée en sciences politiques et communication.
Elle publie un premier roman, Shamablanca, en 2011, suivi de La révolution n’a pas eu lieu en 2015.
Elle est également journaliste dans différents magazines. Puis elle devient réalisatrice, avec un premier documentaire à son actif, Shakespeare à Casablanca, sorti en 2016, et une minisérie Web de vidéos, Marokkiates, donnant la parole à des femmes marocaines, en 2017 et 2018,,.
En 2020, elle sort son deuxième documentaire : L7sla (L'impasse), une immersion d’un an auprès d'une jeunesse marginalisée d’un quartier populaire et mythique de Casablanca, entre traces du passé et poids du présent. Une jeunesse dans l’impasse. Le film a fait débat au Maroc lors de sa diffusion le 18 octobre 2020 sur la chaîne nationale 2M (3 millions de téléspectateurs),,.
Le statut de la femme dans la société marocaine, l'hypocrisie vis-à-vis du corps et de la sexualité, ainsi que la jeunesse, sont des thèmes récurrents dans son œuvre,.
Sonia Terrab fait également partie du mouvement « Les Guerrières de la paix »,. Avec Hanna Assouline, elle a coréalisé le documentaire Résister pour la Paix en 2024, pour faire entendre les voix de la Paix au Proche Orient,.
Le film est visible sur la plateforme de France Télévisions.

## Mouvement Moroccan Outlaws
Sonia est la fondatrice, avec Leïla Slimani, du mouvement des « Hors-la-loi » (Moroccan Outlaws) pour la dépénalisation des libertés individuelles au Maroc, dont le manifeste a réuni plus de 15 000 signatures à son lancement en septembre 2019,.
Ce mouvement citoyen et social est axé sur la jeunesse, en faveur des libertés individuelles, des droits des femmes et de la communauté LGBT+, et compte aujourd'hui une forte communauté sur les réseaux sociaux, ouvrant le débat et libérant ainsi une parole longtemps taboue.
Ce collectif, dit des 490, a été récompensé par le « Prix Simone de Beauvoir pour la liberté des femmes », prix qui a été remis à Paris à Sonia Terrab et Leila Slimani, au nom du mouvement, le 9 janvier 2020 à Paris.